# Helmuth Rhenius
Helmuth Alwin Rhenius (* 13. April 1893 in Berlin; † 12. September 1979 in Hamburg) war ein deutscher Landespolitiker (CDU).

## Leben
Nach einem Jurastudium arbeitete Helmuth Rhenius in der Schifffahrtsindustrie. 1942/44 als Betriebsführer der russischen Werften in Nikoljew. 1944/45 wurde er von der Gestapo verhaftet und blieb bis zum Einmarsch der Roten Armee in Gefangenschaft. Von 1947 bis 1961 war er Mitglied der Vorstände verschiedener Schifffahrtsunternehmen.
Helmuth Rhenius war Mitglied der CDU-Fraktion der Hamburgischen Bürgerschaft in der 5. Wahlperiode 1966.